# Antoni Łyko
Antoni Łyko (Cracovia, 27 maggio 1907 – Auschwitz, 3 giugno 1941) è stato un calciatore polacco, di ruolo attaccante.